# سوسنوفکا (اوکراین)
سوسنوفکا (به انگلیسی: Sosnivka) شهری واقع در استان لفیف اوکراین است، جمعیت این شهر ۱۰,۸۳۸ نفر (۲۰۲۱ تخمینی) است.